# Bianchi 20/30 HP
Der Bianchi 20/30 HP ist ein Pkw-Modell. Hersteller war Bianchi aus Italien.

## Beschreibung
Dieses Modell wurde von spätestens 1908 bis 1912 in Großbritannien angeboten. In einer anderen Quelle ist das Modelljahr 1907 angegeben. Es hatte wie alle Bianchi-Modelle jener Zeit einen vorn längs eingebauten wassergekühlten Vierzylindermotor. Er trieb die Hinterachse an.
Jeder Zylinder hatte zunächst 110 mm Bohrung und 130 mm Hub. Das ergab 4942 cm³ Hubraum. Ein Motor mit diesen Abmessungen ist bei keinem anderen Bianchi-Modell bekannt. 
Das Fahrgestell hatte 3050 mm Radstand und 1400 mm Spurweite. Als Aufbau ist ein Tourenwagen bekannt.
1912 wurde der Kolbenhub auf 150 mm verlängert. Das ergab 5702 cm³ Hubraum. Beide Motoren waren mit 30 RAC Horsepower eingestuft. Ein Motor mit diesen Abmessungen ist lediglich bei dem in Großbritannien angebotenen 30/35 HP bekannt.
Die Typenbezeichnung 20/30 HP wurde auch bei Tipo B und Bianchi Tipo C mit einem kleineren Hubraum verwendet. Es bleibt unklar, ob es ein spezielles Modell für England war.